# Cryptotora thamicola
Cryptotora thamicola is een straalvinnige vissensoort uit de familie van de steenkruipers (Balitoridae). De wetenschappelijke naam van de soort is voor het eerst geldig gepubliceerd in 1988 door Kottelat. De soort is een troglobiet en lijkt in twee grotten in Thailand voor te komen.